# Matrículas automovilísticas de Letonia
Las placas vehiculares letonas fueron introducidas en 1991 tras su independencia, y actualizadas al formato común europeo en 2004 desde que ingresó a la UE. Las matrículas consisten en dos letras, un guion y de uno a cuatro dígitos (dependiendo del año de registro). Por ejemplo:

Placa de taxi

- AB-1234
- AB-123
- AB-12
- AB-1